# Afrikaspiele 2019/Leichtathletik – 100 m der Frauen

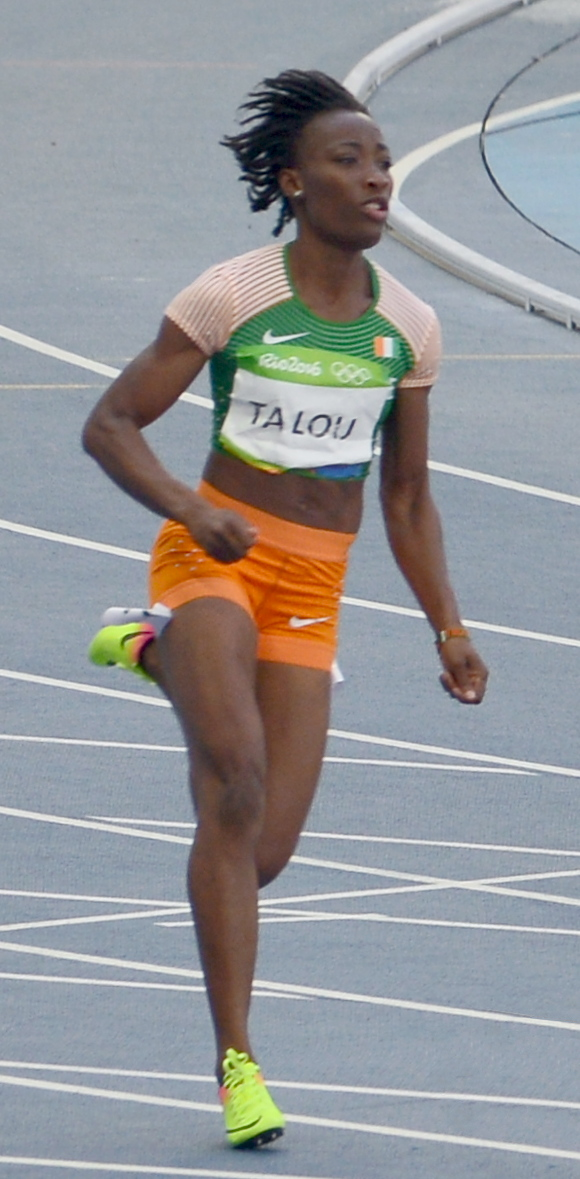
Die Siegerin Marie-Josée Ta Lou (2016) bei den Olympischen Spielen

Der 100-Meter-Lauf der Frauen bei den Afrikaspielen 2019 fand am 26. und 27. August im Stade Moulay Abdallah in Rabat statt.
44 Sprinterinnen aus 27 Ländern nahmen an dem Wettbewerb teil. Die Goldmedaille gewann Marie-Josée Ta Lou mit 11,09 s, Silber ging an Gina Bass mit 11,13 s und die Bronzemedaille gewann Bassant Hemida mit 11,31 s.

## Rekorde
| Weltrekord        | Florence Griffith-Joyner | 10,49 s | U.S Olympic Trials in Indianapolis, USA     | 16. Juli 1988      |
| Rekord der Spiele | Marie-Josée Ta Lou       | 11,02 s | Afrikaspiele in Brazzaville, Republik Kongo | 14. September 2015 |

## Vorläufe
Aus den sechs Vorläufen qualifizierten sich die jeweils drei Ersten jedes Laufes – hellblau unterlegt – und zusätzlich die sechs Zeitschnellsten – hellgrün unterlegt – für das Halbfinale.

### Lauf 1
26. August 2019, 9:50 Uhr

Wind: −0,1 m/s
| Platz | Bahn | Athletin              | Land                  | Zeit (s) |
| ----- | ---- | --------------------- | --------------------- | -------- |
| 1     | 3    | Tebogo Mamathu        | Südafrika             | 11,55    |
| 2     | 5    | Persis William-Mensah | Ghana                 | 11,76    |
| 3     | 2    | Phumlile Ndzinisa     | Eswatini              | 11,89    |
| 4     | 8    | Christelle Roxane Ore | Elfenbeinküste        | 12,08    |
| 5     | 7    | Agate de Sousa        | São Tomé und Príncipe | 12,20    |
| 6     | 4    | Judith Koumedzina     | Togo                  | 12,34    |
| 7     | 6    | Pierrick Moulin       | Gabun                 | 12,38    |

### Lauf 2
26. August 2019, 9:57 Uhr

Wind: −0,1 m/s
| Platz | Bahn | Athletin                      | Land           | Zeit (s) |
| ----- | ---- | ----------------------------- | -------------- | -------- |
| 1     | 5    | Marie-Josée Ta Lou            | Elfenbeinküste | 11,48    |
| 2     | 6    | Aminatou Seyni                | Niger          | 11,84    |
| 3     | 8    | Jacent Nyamahunge             | Uganda         | 11,86    |
| 4     | 2    | Ndeye Arame Toure             | Senegal        | 11,94    |
| 5     | 4    | Agness Mazala                 | Sambia         | 12,15    |
| 6     | 9    | Elma Sesay                    | Sierra Leone   | 12,62    |
| 7     | 7    | Worke Kumalo Logita           | Äthiopien      | 12,72    |
|       | 3    | Bouele Bondo Marcelle Cecilia | Republik Kongo | DNS      |

### Lauf 3
26. August 2019, 10:04 Uhr

Wind: +0,2 m/s
| Platz | Bahn | Athletin             | Land                         | Zeit (s) |
| ----- | ---- | -------------------- | ---------------------------- | -------- |
| 1     | 9    | Blessing Okagbare    | Nigeria                      | 11,53    |
| 2     | 7    | Maximila Imali       | Kenia                        | 11,73    |
| 3     | 2    | Mariam Bance         | Burkina Faso                 | 11,76    |
| 4     | 3    | Claudine Njarasoa    | Madagaskar                   | 11,82    |
| 5     | 8    | Globine Mayova       | Namibia                      | 12,54    |
| 6     | 6    | Francoise Kumi Bango | Demokratische Republik Kongo | 12,56    |
|       | 4    | Hadel Aboud          | Libyen                       | DSQ 1    |
|       | 5    | Jemina Robinei       | Zentralafrikanische Republik | DNS      |

### Lauf 4
26. August 2019, 10:11 Uhr

Wind: +0,2 m/s
| Platz | Bahn | Athletin                | Land           | Zeit (s) |
| ----- | ---- | ----------------------- | -------------- | -------- |
| 1     | 3    | Joy Udo-Gabriel         | Nigeria        | 11,46    |
| 2     | 6    | Natacha Ngoye Akamabi   | Republik Kongo | 11,57    |
| 3     | 2    | Hellen Makumba          | Sambia         | 11,75    |
| 4     | 9    | Fatou Sanneh            | Gambia         | 11,88    |
| 5     | 8    | Juliette Bouley         | Togo           | 12,27    |
| 6     | 4    | Fatoumata Koala         | Burkina Faso   | 12,29    |
| 7     | 5    | Lucia Lucia             | Südsudan       | 12,69    |
| 8     | 7    | Abissie Kebede Hundessa | Äthiopien      | 13,02    |

### Lauf 5
26. August 2019, 10:18 Uhr

Wind: +0,0 m/s
| Platz | Bahn | Athletin                     | Land           | Zeit (s) |
| ----- | ---- | ---------------------------- | -------------- | -------- |
| 1     | 5    | Gina Bass                    | Gambia         | 11,38    |
| 2     | 4    | Aniekeme Alphonsus           | Nigeria        | 11,67    |
| 3     | 7    | Gemma Acheampong             | Ghana          | 11,83    |
| 4     | 2    | Tsaone Sebele                | Botswana       | 11,97    |
| 5     | 8    | Nda Akissi Bledja A. Kouassi | Elfenbeinküste | 12,07    |
| 6     | 3    | Eveline Sanches              | Kap Verde      | 12,50    |
| 7     | 6    | Abbangah Brahim Zenaba       | Tschad         | 12,87    |

### Lauf 6
26. August 2019, 10:25 Uhr

Wind: −0,2 m/s
| Platz | Bahn | Athletin           | Land                  | Zeit (s) |
| ----- | ---- | ------------------ | --------------------- | -------- |
| 1     | 7    | Bassant Hemida     | Ägypten               | 11,86    |
| 2     | 6    | Jolene Jacobs      | Namibia               | 12,00    |
| 3     | 4    | Gorete Semedo      | São Tomé und Príncipe | 12,16    |
| 4     | 3    | Fatmata Awolo      | Sierra Leone          | 12,31    |
| 5     | 9    | Prenam Pesse       | Togo                  | 12,41    |
| 6     | 5    | Eunice Kadogo      | Kenia                 | 12,68    |
| 7     | 8    | Makoura Keita      | Guinea                | 12,75    |
| 8     | 2    | Suwilanji Mpondela | Sambia                | 12,78    |

## Halbfinale
Aus den drei Halbfinalläufen qualifizierten sich die jeweils zwei Ersten jedes Laufes – hellblau unterlegt – und zusätzlich die zwei Zeitschnellsten – hellgrün unterlegt – für das Finale.

### Lauf 1
26. August 2019, 17:16 Uhr

Wind: −0,9 m/s
| Platz | Bahn | Athletin              | Land           | Zeit (s) |
| ----- | ---- | --------------------- | -------------- | -------- |
| 1     | 6    | Marie-Josée Ta Lou    | Elfenbeinküste | 11,36    |
| 2     | 7    | Maximila Imali        | Kenia          | 11,81    |
| 3     | 9    | Hellen Makumba        | Sambia         | 11,83    |
| 4     | 3    | Tsaone Sebele         | Botswana       | 11,85    |
| 5     | 8    | Jacent Nyamahunge     | Uganda         | 11,93    |
| 6     | 2    | Ndeye Arame Toure     | Senegal        | 11,99    |
| 7     | 4    | Persis William-Mensah | Ghana          | 12,02    |
|       | 5    | Blessing Okagbare     | Nigeria        | DSQ 2    |

### Lauf 2
26. August 2019, 17:23 Uhr

Wind: −1,1 m/s
| Platz | Bahn | Athletin              | Land                  | Zeit (s) |
| ----- | ---- | --------------------- | --------------------- | -------- |
| 1     | 6    | Gina Bass             | Gambia                | 11,36    |
| 2     | 5    | Bassant Hemida        | Ägypten               | 11,41    |
| 3     | 4    | Natacha Ngoye Akamabi | Republik Kongo        | 11,71    |
| 4     | 7    | Aniekeme Alphonsus    | Nigeria               | 11,82    |
| 5     | 9    | Gemma Acheampong      | Ghana                 | 11,93    |
| 6     | 2    | Claudine Njarasoa     | Madagaskar            | 12,05    |
| 7     | 3    | Christelle Roxane Ore | Elfenbeinküste        | 12,86    |
|       | 8    | Gorete Semedo         | São Tomé und Príncipe | DSQ 3    |

### Lauf 3
26. August 2019, 17:30 Uhr

Wind: −0,4 m/s
| Platz | Bahn | Athletin                     | Land           | Zeit (s) |
| ----- | ---- | ---------------------------- | -------------- | -------- |
| 1     | 6    | Joy Udo-Gabriel              | Nigeria        | 11,47    |
| 2     | 4    | Tebogo Mamathu               | Südafrika      | 11,63    |
| 3     | 3    | Fatou Sanneh                 | Gambia         | 11,84    |
| 4     | 9    | Mariam Bance                 | Burkina Faso   | 11,85    |
| 5     | 5    | Aminatou Seyni               | Niger          | 11,93    |
| 6     | 8    | Phumlile Ndzinisa            | Eswatini       | 12,01    |
| 7     | 7    | Jolene Jacobs                | Namibia        | 12,02    |
| 8     | 2    | Nda Akissi Bledja A. Kouassi | Elfenbeinküste | 12,10    |

## Finale
27. August 2019, 16:48 Uhr

Wind: −1,2 m/s
| Platz | Bahn | Athletin              | Land           | Zeit (s) |
| ----- | ---- | --------------------- | -------------- | -------- |
|       | 5    | Marie-Josée Ta Lou    | Elfenbeinküste | 11,09    |
|       | 6    | Gina Bass             | Gambia         | 11,13    |
|       | 7    | Bassant Hemida        | Ägypten        | 11,31    |
| 4     | 4    | Joy Udo-Gabriel       | Nigeria        | 11,44    |
| 5     | 3    | Natacha Ngoye Akamabi | Republik Kongo | 11,54    |
| 6     | 9    | Tebogo Mamathu        | Südafrika      | 11,65    |
| 7     | 8    | Maximila Imali        | Kenia          | 11,69    |
| 8     | 2    | Aniekeme Alphonsus    | Nigeria        | 11,78    |